# Koca Mustafapaşa
Koca Mustafapaşa (anciennement Samatya) est un quartier dans l'arrondissement Fatih d'Istanbul en Turquie. Avec un changement fait dans la carte, les quartier Sancaktar Hayrettin, Abdiçelebi ve Hacı Hüseyin Ağa en a été ajoutés en 2008.

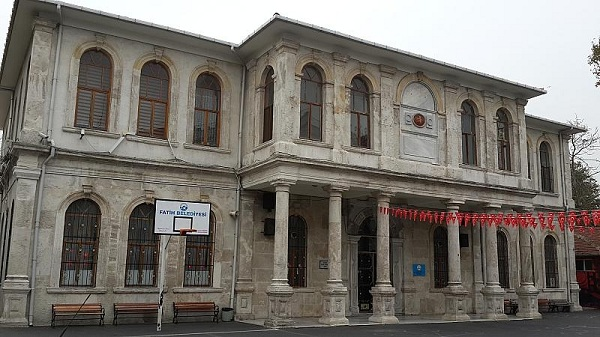
École primaire de Koca Mustafapaşa

C'est un des plus anciens quartiers d'Istanbul. Dans le district il y a 3 églises (par exemple Église Saint-Georges-de-Samatya), beaucoup de mosquées et des écoles arméniens. Et aussi des bâtiments qui considèrent toujours comme le part d'artefact historique de la ville. Aujourd'hui les habitants sont multiculturels et les minorités vivent toujours dans ce quartier. Grâce à sa location dans la ville, les étudiants y préfèrent pour logement. Car les campeuses comme L'Université Istanbul Cerrahpasa est près.

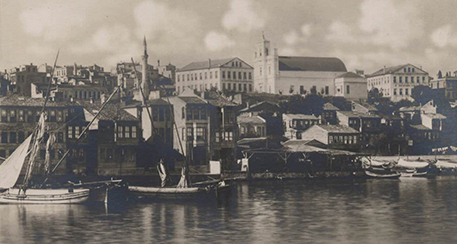
La vue ancien du quartier

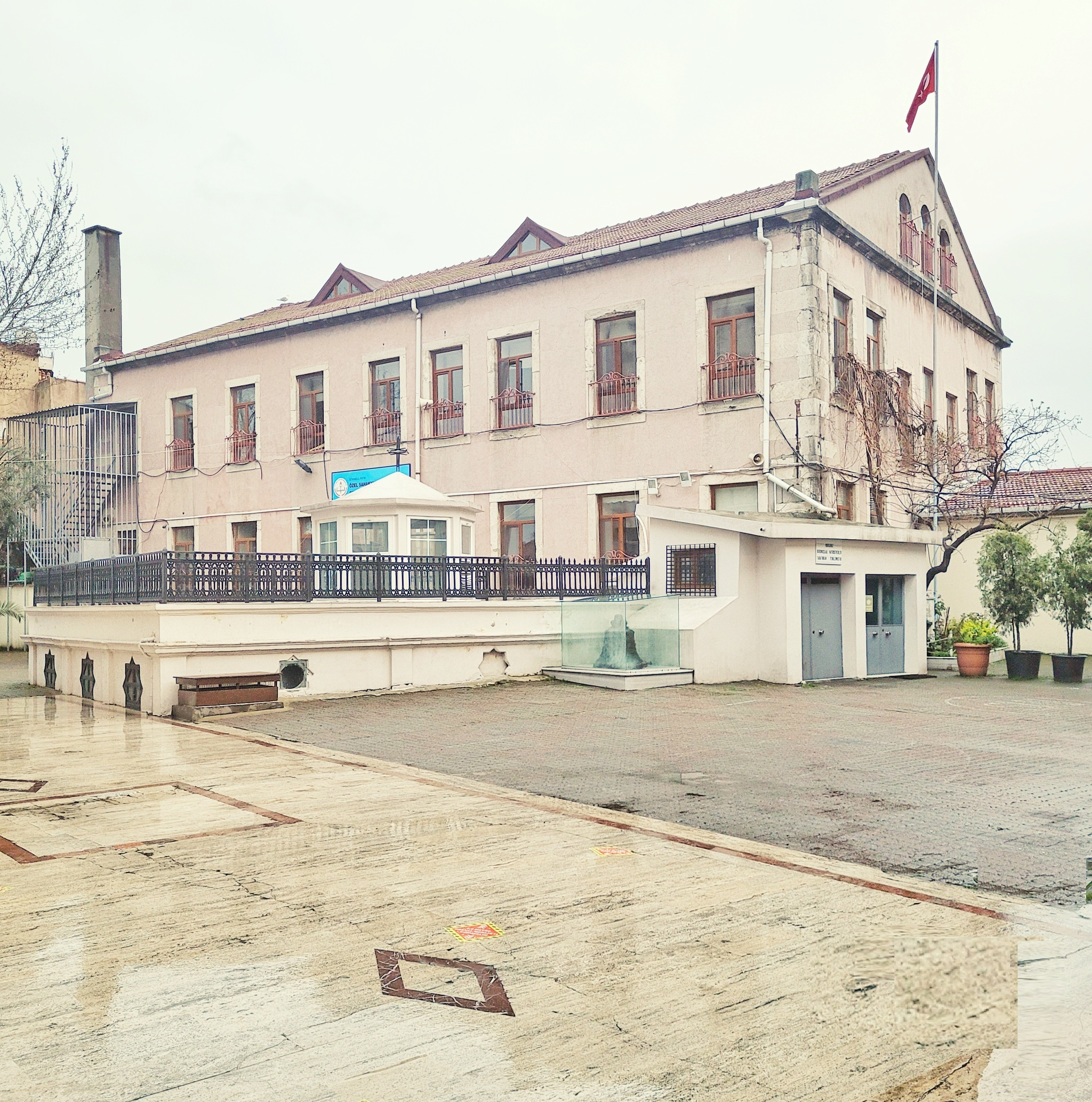
Sahakyan Nunyan, École primaire et Lycée d'arménien

Plusieurs hôpitaux sont à distance de marche. Le transport est facile grâce aux bus avec le numéro de 35 et la station de métro.